# Episodi di Beyond Paradise (prima stagione)
La prima stagione della serie televisiva britannica Beyond Paradise, composta da 6 episodi, è andata in onda in prima visione nel Regno Unito su BBC One dal 24 febbraio al 7 aprile 2023 seguita da uno speciale natalizio il 24 dicembre 2023.
In Italia la stagione è andata in onda su Canale 5 dal 23 agosto al 6 settembre 2023 e lo speciale che rimane inedito.
| nº       | Titolo originale  | Titolo italiano | Prima TV Regno Unito | Prima TV Italia  |
| -------- | ----------------- | --------------- | -------------------- | ---------------- |
| 1        | Episode 1         | Episodio 1      | 24 febbraio 2023     | 23 agosto 2023   |
| 2        | Episode 2         | Episodio 2      | 3 marzo 2023         | 23 agosto 2023   |
| 3        | Episode 3         | Episodio 3      | 10 marzo 2023        | 30 agosto 2023   |
| 4        | Episode 4         | Episodio 4      | 24 marzo 2023        | 30 agosto 2023   |
| 5        | Episode 5         | Episodio 5      | 31 marzo 2023        | 6 settembre 2023 |
| 6        | Episode 6         | Episodio 6      | 7 aprile 2023        | 6 settembre 2023 |
| Speciale | Christmas Special | Speciale Natale | 24 dicembre 2023     | inedito          |

## Episodio 1
- Titolo originale: Episode 1
- Diretto da: Sandy Johnson
- Scritto da: Tony Jordan

### Trama
Sono trascorsi alcuni anni da quando l'ispettore Humphrey Goodman ha lasciato Saint Marie per ritornare a Londra dalla sua fidanzata Martha Lloyd. I due aspettano un bambino, infatti Martha è riuscita a rimanere incinta grazie alla fecondazione in vitro. La coppia lascia Londra e si trasferisce a Shipton Abbott, la cittadina dove Martha è nata e dove vuole aprire un ristorante, per stare anche vicina alla madre Anne. Humphrey assume l'incarico di ispettore della stazione di polizia di Shipton Abbott, dove il suo predecessore è appena andato in pensione. Qui conosce il sergente Esther Williams, l'agente Kelby Hartford e Margo Martins, la quale svolge mansioni d'ufficio.
Kelby arresta Josh Woods, un ladruncolo che aveva rubato un profumo da donna per la sua fidanzata, tuttavia Humphrey decide di rilasciarlo, ritenendo il reato non molto grave. Humphrey deve però lavorare a un caso più complicato: Gwen Tyler, mentre era sola di sera nella sua villa, è caduta da una scala mentre cambiava una lampadina, precipitando dal soppalco al piano terra, dove è stata trovata dalla sua assistente Sarah, giunta alla villa per consegnarle dei documenti. Il marito Ben era assente poiché impegnato a una cena enogastronomica. Gwen afferma di aver sentito qualcuno che la trascinava dopo la caduta, mentre era in uno stato semi-incosciente, e afferma di aver visto Madre Wheaten, una strega che secondo la leggenda locale era vissuta nel XVII secolo, e di cui Gwen nel salotto tiene appeso un quadro che la raffigura.
Guardando il corrimano del soppalco, Humphrey nota i segni dovuti alla pressione esercitata dalla scala quando Gwen è caduta, ma la scala si trova in un altro punto rispetto ai segni; inoltre, il punto in cui Gwen è stata trovata è parallelo alla posizione della scala, ciò vuol dire che qualcuno ha fatto cadere la donna, poi ha tentato di rimettere a posto la scala trascinando Gwen proprio in corrispondenza.
È possibile accertare l'ora in cui Gwen è stata spinta, grazie al messaggio sul cellulare di Sarah che Gwen le aveva inviato poco prima di cadere e perdere i sensi. La villa è sorvegliata da un sistema di telecamere intermittenti a inclinazione, dalle quali emerge che solo Sarah era andata alla villa quella notte. Intanto i cittadini denunciano un furto di dodici auto rosse.
Humphrey e Esther interrogano Carol e suo marito Peter, che erano presenti alla cena enogastronomica e i due confermano che Ben era in loro compagnia. Carol, che si sta candidando per diventare deputato, è la commercialista di Gwen mentre Peter si occupa di installazioni di sistemi di sorveglianza. Humphrey esamina le riprese delle videocamere e nota una scopa appoggiata a una parete esterna della villa, mentre in un'altra ripresa poco dopo è per terra, e in una ripresa successiva è nuovamente appoggiata alla parete, intuendo che è stata Carol ad attentare alla vita di Gwen. 
Peter stava per dichiarare bancarotta quindi Carol, in vista delle elezioni e per evitare che Peter danneggiasse la sua immagine con il suo fallimento imprenditoriale, ha rubato dei soldi a Gwen e li ha usati per salvare l'azienda del marito. Gwen stava indagando sulla sparizione del proprio denaro, quando Carol è entrata nella villa per rubare la documentazione che Gwen aveva raccolto, l'ha fatta cadere dalle scale e, nel tentativo di rimettere a posto la scala, ha trascinato il corpo di Gwen proprio sotto di essa. La figura che Gwen aveva visto prima di perdere i sensi era Carol, sovrapposta a quella di Madre Wheaton nel quadro del suo salotto. Per sviare le indagini, Carol aveva poi mandato col cellulare di Gwen un messaggio a Sarah in modo da confondere la polizia sull'ora della caduta. Entrando nella villa aveva fatto cadere per terra la scopa, riappoggiandola al muro solo quando era uscita. Le telecamere non l'avevano ripresa perché lei conosceva i tempi esatti dei cambi di inquadratura, dal momento che Peter aveva installato nella loro casa un sistema di videosorveglianza molto simile.
Carol viene arrestata per furto e tentato omicidio. Le dodici auto rosse vengono ritrovate: Josh Woods le aveva prese per fare una sorpresa alla sua fidanzata, posizionandole in modo da formare un cuore. Humphrey e Martha affrontano un momento difficile: lei non è riuscita a portare avanti la gravidanza, ha avuto un aborto spontaneo.
- Ascolti Regno Unito: telespettatori 7 570 000[9].
- Ascolti Italia: telespettatori 1 486 000 – share 11,80%[10].

## Episodio 2
- Titolo originale: Episode 2
- Diretto da: Sandy Johnson
- Scritto da: Tony Jordan

### Trama
Humphrey ed Esther indagano su un nuovo difficile caso, la scomparsa della famiglia Colbert, i coniugi Laura e Matthew e le loro due bambine. È stata una vicina a segnalare la scomparsa, l'auto è ancora davanti alla casa e sul tavolo c'è ancora cibo, ciò vuol dire che i Colbert stavano cenando tranquillamente subito prima di allontanarsi e far perdere le loro tracce. 
Per aprire il ristorante, Martha ha bisogno di un prestito dalla banca, che però non le viene concesso. All'inizio decide di ricorrere al denaro che lei e Humphrey stavano risparmiando per comprare la loro casa, solo per scoprire che il suo compagno lo ha già usato per acquistare una barca nella quale andare a vivere. Martha rivede Archie Hughes, il suo ex fidanzato, che gestisce dei vigneti. Desideroso di aiutarla, Archie finanzia il ristorante come socio minoritario, oltre a mettere a disposizione vino e formaggi a prezzo di costo.
Kelby indaga su un pirata della strada, che ha investito un uomo di nome Christopher, il quale è ricoverato in ospedale. Vengono rinvenuti i resti del fanale dell'auto che ha investito l'uomo, Kelby li ricompone parzialmente e li mostra a un meccanico, risalendo al solo modello di auto a cui qual fanale corrisponde, una Kia Sportage. Solo otto persone a Shipton Abbott ne possiedono una, e tra queste c'è un amico di Matthew Colbert, che infatti ammette di avergliela prestata. Esther controlla i tabulati sul cellulare di Laura, scoprendo che l'ultima telefonata ricevuta prima di sparire con il marito e le figlie proviene proprio dal cellulare di Christopher. Quest'ultimo ammette di avere una relazione con Laura da due anni, e che entrambi avevano deciso di chiedere il divorzio e di stare insieme. Tuttavia all'ultimo momento, rispondendo alla telefonata di Christopher, Laura gli aveva detto di aver cambiato idea, realizzando di amare ancora Matthew e di non volerlo lasciare. Non accettando il rifiuto, Christopher minacciò di raccontare lui stesso a Matthew della loro storia.
Humphrey comprende come si sono svolti i fatti: durante la cena, Laura aveva ricevuto la chiamata di Christopher e, spaventata dal fatto che lui potesse raggiungerla a casa e rivelare al marito la sua infedeltà, con una scusa aveva convinto Matthew e le bambine ad andare a trovare la nonna con l'auto che Matthew si era fatto prestare dall'amico. Tuttavia durante il tragitto Laura ha capito di non poter nascondere per sempre la verità e ha raccontato tutto a Matthew, implorando il suo perdono. Matthew, sconvolto, ha deciso impulsivamente di raggiungere Christopher e di affrontarlo, ma senza volerlo ha solo finito per investirlo con l'auto.
Il sovrintendente Charlie Woods decide di aiutare la squadra a rintracciare la famiglia Colbert mobilitando varie squadre di ricerca nel Devonshire. Matthew e Laura vengono ritrovati nell'auto con le bambine, ma il veicolo è pericolosamente vicino alla scogliera. Matthew vuole morire con tutta la sua famiglia, ma Humphrey, giunto sul posto, lo convince a desistere dalle sue intenzioni. Humphrey, che non ha fatto in tempo ad andare al ristorante di Martha per la festa di inaugurazione, rientra sulla barca dopo aver risolto il caso. Martha ha già saputo da Esther quello che Humphrey ha fatto salvando la famiglia Colbert, ed è orgogliosa di lui. Dopo giorni di tensione, Humphrey e Martha si riappacificano e trascorrono la notte sulla barca appena acquistata. 
- Ascolti Regno Unito: telespettatori 7 150 000[9].
- Ascolti Italia: telespettatori 1 486 000 – share 11,80%[10].

## Episodio 3
- Titolo originale: Episode 3
- Diretto da: Matt Carter
- Scritto da: Amy Guyler

### Trama
Il comitato artistico di Shipton Abbott di cui Anne è membro si prepara a celebrare il ritorno del quadro il Solo Mare del 1710 apparteneva alla loro comunità e il suo attuale proprietario Terrence Witham è pronto a restituirlo, l'acquirente è Louise Fitzallan, fu il suo antenato a dipingerlo e l'acquisto verrà celebrato nella villa della donna. Alla vigilia dell'acquisto sarà Kelby a sorvegliare il quadro rimanendo nella villa tutta la notte. Il giorno dopo, davanti a tutti i presenti, il dipinto una volta scoperto il velo che lo copriva, si rivela sparito, c'è solo la cornice.
Kelby giura di non aver mai lasciato il Solo Mare incustodito, tuttavia ricorda che nel cuore della notte aveva visto dalla finestra un ragazzo con un berretto arancione, inoltre su una parete esterna della villa con una spray hanno scritto "Ladri" chiaramente è opera dei manifestanti che accusano Louise di aver privato il Solo Mare ai veri proprietari, infatti Esther accompagna Humphrey da Isla Jay, quest'ultima afferma che fu una sua antenata in realtà a dipingere il Solo Mare infatti conserva uno schizzo originale del dipinto disegnato dalla sua antenata. Il chiavistello della finestra della villa di Louise è stato manomessa, sembra che il ladro sia entrato di nascosto e abbia rubato il dipinto, Kelby inevitabilmente si sente responsabile.
Margo informa Humphrey che il sovrintendente Woods vuole vederlo alla stazione del South West Police, in effetti Humphrey non ha ancora avuto modo di conoscerla personalmente. Woods gli spiega che vorrebbe chiudere la stazione di polizia di Shipton Abbott in modo che lui e la sua squadra lavorino al dipartimento centrale, secondo lei è inutile continuare a sovvenzionare una piccola e vecchia stazione di polizia.
Dopo varie ricerche Kelby trova colui che indossava il berretto arancione, Esther e Humphrey lo interrogano, si tratta di Aaron Cole, è un amico del figlio di Louise, lo aveva incaricato di rubare il Solo Mare è stato lui a scrivere "Ladri" con lo spray in modo che tutti credessero che il furto fosse opera dei manifestanti. Louise lo aveva incaricato di rubare il quadro perché non può permettersi comunque di acquistarlo, il marito l'ha lasciata scappando con l'amante e le ha rubato tutti i soldi, per evitare l'umiliazione di rendere pubblici i suoi problemi di soldi voleva far credere a tutti che potesse comprare il Solo Mare. Aaron comunque non ha rubato il dipinto, infatti all'ultimo momento Louise avendo cambiato idea annullò il piano.
Humphrey ha capito che in realtà il Solo Mare non è mai stato rubato, è sempre rimasto nascosto alla villa, è stato Witham il quale usando un congegno nella cornice ha fatto in modo che essa nascondesse il dipinto, infatti Witham voleva scappare con la cornice ma dato che è una prova del furto non ha potuto reclamarla, ha forzato il chiavistello per far credere alla polizia che un ladro fosse entrato nella villa per rubarlo. Witham usando i raggi ultravioletti aveva scoperto la firma occultata della vera autrice, durante la transazione di acquisto sarebbe emersa e il quadro non avrebbe avuto valore e la fama di Witham come collezionista d'arte sarebbe stata infangata.
Margo riceve una segnalazione, dodici pecore sono scomparse, Kelby va a cercarle, le pecore intralciano il tragitto in auto che Witham stava percorrendo in auto, infatti stava per fuggire da Shipton Abbott con la cornice e il dipinto nascosto, ma Kelby lo cattura e lo arresta. Louise decide comunque di acquistare il Solo Mare regalandolo a Isla Jay. Martha annuncia a Humphrey di voler fare un altro tentativo per rimanere incinta con la fecondazione in vitro.
- Ascolti Regno Unito: telespettatori 7 040 000[9].
- Ascolti Italia: telespettatori 1 306 000 – share 9,50%[11].

## Episodio 4
- Titolo originale: Episode 4
- Diretto da: Sandy Johnson
- Scritto da: Ian Kershaw

### Trama
Humphrey indaga sulla morte di un uomo trovato in un cerchio sul grano nel terreno della fattoria North, i proprietari del terreno sono Andrew Parker e sua sorella Cassie, il cerchio sul grano è apparso misteriosamente la notte prima del ritrovamento del corpo, ciò attira l'attenzione dei cacciatori di UFO. È escluso l'omicidio dato che la vittima è morta per arresto cardiaco, inoltre la notte precedente, sul terreno, è stato avvistato un UFO.
Kelby trova un'auto nel bosco, appartiene alla vittima infatti trova la sua patente, Humphrey mostra la foto della vittima a Andrew e Cassie, lo conoscono ma il nome riportato nella patente è falso, il suo vero nome era Harry Preston: purtroppo il padre di Andrew e Cassie venne arrestato per aver rubato dei lingotti d'oro all'aeroporto di Bristol, in effetti Preston era suo complice e venne prosciolto da tutte le accuse per aver testimoniato contro il padre di Andrew e Cassie che in prigione è morto per il cancro mentre la moglie si tolse la vita.
Nell'auto di Preston viene trovata una mappa del luogo con la fattoria North delineata, mentre nel calzino della vittima viene ritrovata una pagina di Grandi speranze di Charles Dickens. Martha dà una spiacevole notizia a Humphrey: ha deciso di non sottoporsi alla fecondazione in vitro, se non riuscisse a rimanere incinta un'altra volta ciò sarebbe troppo doloroso per lei, ritenendo che lei e il suo compagno debbano rassegnarsi a non avere mai un figlio.
Esther risalendo ai tabulati telefonici scopre che la vittima aveva telefonato al call center poco prima di morire quando era stato colto dal malore e che qualcuno gli aveva rubato il cellulare durante la chiamata. Josh confessa di aver rubato lui l'auto a Preston, l'aveva trovata accanto alla fattoria North la sera prima del ritrovamento del corpo, l'aveva usata per andare a un rave party nel bosco, inoltre ammette che il cerchio nel grano lo ha fatto lui su richiesta di Andrew in modo da attirare le persone. Esther riceve il rapporto dal coroner che accerta la causa di morte: aterosclerosi.
Humphrey riflettendo sugli indizi capisce ora come sono andate le cose. L'oro rubato non è mai stato ritrovato, Preston lo voleva ma solo il padre di Andrew e Cassie sapeva dove fosse nascosto, quindi Preston lo pregò di dirglielo con la promessa che avrebbe usato l'oro per aiutare i figli, gli diede quindi la mappa dove il terreno della fattoria North era tracciato e con essa la pagina di Grandi speranze, in effetti per larghezza la pagina coincide con la delineatura con cui era segnato il terreno della fattoria North sulla mappa, da un verso della pagina Humphrey ha capito che si poteva cogliere l'indizio su dove trovare il punto esatto dove scavare per recuperare i lingotti. In piena notte Preston era andato nel terreno per trovare l'oro, proprio quando Andrew aveva finito di completare il cerchio nel grano con l'aiuto di Josh (l'UFO avvistato era solo il drone con cui Andrew si era fatto luce). Andrew vedendo Preston lo riconobbe, era arrabbiato con lui per aver mandato in prigione il padre, Preston venne colto dal malore, con le sue ultime forze ha nascosto la pagina di Grandi speranze nel calzino e poi ha preso il cellulare per chiamare i soccorsi ma Andrew glielo prese per evitare che venisse aiutato lasciandolo morire.
Andrew accetta di farsi arrestare, con l'accusa di aver causato indirettamente la morte di Preston, la polizia scava nel terreno della fattoria North e trova i lingotti d'oro, a Cassie verrà data una ricompensa in denaro per aver aiutato con le ricerche. Archie, vedendo Martha giù di morale, tenta di sedurla, ma quando prova a baciarla lei gli tira uno schiaffo.
- Ascolti Regno Unito: telespettatori 6 530 000[9].
- Ascolti Italia: 1 306 000 – share 9,50%[11].

## Episodio 5
- Titolo originale: Episode 5
- Diretto da: Matt Carter
- Scritto da: Chloe Mi Lin Ewart

### Trama
Viene appiccato un incendio nel fienile della scuderia di Lucas Fairly, inoltre con della vernice blu è stata scritta la parola "Porco". Esther esamina la scena del crimine e trova per terra un bottone notando inoltre che Fairly ha un graffio sul suo braccio sinistro. Altri due incendi vengono appiccati, sia nel deposito di legname di Susie Griffin che nella cantina di Archie, e in entrambi i posti viene scritto nuovamente con la vernice blu la parole "Porco", a quanto pare si tratta di un piromane seriale.
Margo nota un parallelismo con la favola I tre porcellini perché la cantina di Archie è in mattoni ed essa, insieme al fienile e al deposito di legname sono un riferimento alla casa di mattoni, la casa di paglia e la casa di legno. Humphrey nota delle formiche nel deposito di legname. Woods vuole chiudere la centrale di polizia di Shipton Abbott e cerca di portare Esther dalla sua parte, è pronta a darle una promozione se accettasse di trasferirsi al South West Police.
Kelby indaga su un caso di furto al deposito di proprietà di Flo, sono stati rubati una tanica di benzina e un barattolo di vernice blu, sospettando che dietro al furto ci sia il piromane. Esther va a casa della sua amica Cleo, membro del corpo dei vigili del fuoco per ritirare il rapporto sugli incendi, Esther vede che Danni, la figlia adolescente di Cleo, indossa una salopette a cui manca un bottone, tra l'altro scopre che lavora nella scuderia di Fairly e che quest'ultimo è notoriamente conosciuto per essere un uomo che molesta le sue dipendenti.
Archie, credendo erroneamente che Humphrey sia a conoscenza del suo tentativo di baciare Martha, gli porge le sue scuse, cosa che lo fa arrabbiare. Archie confessa a Martha di non aver mai smesso di amarla anche se ciò non giustifica il suo comportamento, ormai ha capito che Martha non lo ricambia.
Leggendo il rapporto della scientifica Humphrey scopre che gli incendi al deposito di legname e alla cantina sono stati causati dal trigliceridi ovvero olio da cucina, era quello che aveva attirato le formiche, tra l'altro trova strano che invece non era riportato nel rapporto consegnato da Cleo. Humphrey ora ha capito il movente dietro ai tre incendi, tutto è iniziato quando Fairly nel fienile aveva tentato di violentare Danni, durante la colluttazione il bottone si è staccato dalla salopette di Danni che comunque era riuscita a difendersi graffiando Fairly al braccio sinistro, era arrabbiata tanto che per vendicarsi ha fatto irruzione nel deposito di Flo rubandole la benzina e la vernice blu, ha appiccato il fuoco nel fienile scrivendo "Porco". Poi ha confessato a Cleo quello che ha fatto e lei per evitare che si scoprisse che era stata la figlia ad appiccare il fuoco ha preferito far credere a tutti che era stata opera di un piromane seriale, quindi Cleo ha appiccato il fuoco al deposito di legname e alla cantina scrivendo "Porco" in entrambi i posti, i due incendi li ha appiccati con delle scatole, mettendoci dentro dei barattoli al cui interno c'erano degli stracci imbevuti di olio che hanno generato l'autocombustione tramite l'ossidazione, è un trucco che viene usato dai vigili del fuoco durante le esercitazioni.
Cleo, pur di evitare che sua figlia finisca nei guai, si assume la colpa anche del primo incendio, di conseguenza si lascia arrestare. Esther convince Danni a denunciare Fairly che viene incriminato per tentato stupro. Humphrey confessa a Martha che pur volendole dare sostegno si sente arrabbiato e frustrato dato che non avranno mai dei figli, Martha lo lascia sentendo di non potergli dare la famiglia che lui desidera.
- Ascolti Regno Unito: telespettatori 6 390 000[9].
- Ascolti Italia: telespettatori 1 218 000 – share 8,20%[12].

## Episodio 6
- Titolo originale: Episode 6
- Diretto da: Matt Carter
- Scritto da: Tony Jordan

### Trama
Lucy Elliot subisce un furto nella propria casa, una sua vicina di casa intorno alla mezzanotte ha visto una persona allontanarsi dalla casa di Lucy. Il ladro ha rubato vari oggetti, tra l'altro si è persino preparato nella cucina di Lucy un panino con il burro di arachidi e ha usato la federa di un cuscino per portare via tutta la refurtiva. Esther e Humphrey indagano sul caso, lì nelle vicinanze abita Atticus Styles, un ex ladruncolo il cui modus operandi è simile a quello usato per rapinare la casa di Lucy, tuttavia lui ha un alibi: era con la sua amante, ovvero la vicina che aveva visto il ladro fuggire, stavano insieme proprio nel momento in cui aveva visto l'intruso allontanarsi dalla casa di Lucy.
La polizia trova un'impronta di stivale sull'aiuola di Lucy, inoltre vengono rilevate delle impronte digitali, che coincidono con quelle di Hayley Collins, arrestata proprio quella notte da Kelby per ubriachezza molesta, anche gli stivali che indossa Hayley combaciano con l'impronta trovata nell'aiuola, ma il problema è che non può essere stata Hayley a fare irruzione nella casa di Lucy perché Kelby l'aveva arrestata prima dell'ora del furto e ha passato tutta la notte nella cella di detenzione della stazione di polizia.
Hayley e Lucy in passato stavano insieme, volevano anche sposarsi, avevano fatto fondere le fedi nuziali delle loro defunte madri in un unico anello che Hayley avrebbe indossato dato che Lucy non poteva per via del proprio eczema, ma tra loro finì quando Lucy scoprì che Hayley la tradiva con Kate Nolan, la sua attuale fidanzata nonché avvocato, Lucy si è tenuta l'anello benché Hayley lo avesse reclamato, però l'anello è tra gli oggetti rubati dal ladro, adesso è perduto.
Woods pur apprezzando il buon lavoro della stazione di polizia di Shipton Abbott, è comunque determinata a chiuderlo perché non in linea con la struttura moderna che lei vuole promuovere, Esther cerca di farle capire che Shipton Abbott è una piccola comunità e che proprio il fatto che la loro stazione di polizia abbia pochi elementi consente un miglior rapporto con i cittadini. Woods le consiglia di non farsi illusioni, perché Esther probabilmente non potrà contare sull'aiuto di  poiché ha saputo che egli ha presentata la domanda di trasferimento al MET. Esther pretende da Humphrey una spiegazione ed egli ammette che ora che Martha lo ha lasciato non ha la forza per continuare a vivere a Shipton Abbott.
Quando Margo rivela a Humphrey che era stato lo studio legale di Kate a rappresentare Atticus quando egli venne incriminato, Humphrey capisce chi è il ladro. La notte prima del furto Hayley aveva tentato di recuperare l'anello entrando nella casa di Lucy dalla finestra, ma poi per evitare che Lucy la cogliesse in flagrante si è tirata indietro, lasciando però le impronte digitali e anche l'impronta del proprio stivale nell'aiuola. Kate decise di rubare lei l'anello la notte successiva, ha tentato di far ricadere la colpa su Atticus, dato che il suo studio legale lo aveva rappresentato conosceva bene le sue abitudini, quindi si è preparata il panino con il burro di arachidi e ha usato la federa di uno dei cuscini per rubare gli oggetti di Lucy dato che è sempre stata abitudine di Atticus agire così, per non destare sospetti oltre all'anello ha voluto rubare anche altri oggetti.
Sia Katie che Hayley vengono arrestate per furto, intanto Martha appare irremovibile, non vuole tornare con Humphrey, lo ama ancora, ma ritiene che lui col tempo troverà una donna che potrà dargli la famiglia che desidera. Humphrey decide di assentarsi per un po' da Shipton Abbott ma lascia un messaggio sulla segreteria telefonica di Martha spiegandole che, a dispetto del vuoto che sente per via del fatto che non avrebbe mai avuto dei figli con lei, sarebbe stato comunque qualcosa con cui avrebbe potuto convivere perché è Martha l'unica cosa che per lui è insostituibile.
Humphrey va a Saint Marie, dove incontra Patterson e Catherine, inoltre conosce i nuovi membri del squadra di polizia ovvero l'agente Marlon Pryce, il sergente Naomi Thomas e l'ispettore capo Neville Parker. Inaspettatamente fa il suo arrivo Martha, la quale vuole tornare con lui e ha deciso inoltre di comprare la quota del ristorante che appartiene a Archie, ritenendolo il modo migliore per riportare serenità nella loro relazione. Humphrey mette al dito di Martha l'anello di fidanzamento e i due si concedono un po' di svago prima di tornare a Shipton Abbott.
- Ascolti Regno Unito: telespettatori 6 010 000[9].
- Ascolti Italia: telespettatori 1 218 000 – share 8,20%[12].

## Speciale Natale
- Titolo originale: Christmas Special
- Diretto da: Sandy Johnson
- Scritto da: Tony Jordan

### Trama
Sotto la minaccia di chiusura della stazione di polizia, Humphrey ed Esther sono sotto pressione per risolvere quattro furti in case quando non è stato preso nulla; tuttavia, in ogni scena è stato lasciato un mucchietto di cenere. Durante uno scasso è stato ritrovato per terra un braccialetto d'oro. Kelby, cercando un collegamento tra le scene del crimine, scopre che ogni proprietà era stata svaligiata nella settimana prima di Natale 50 anni fa. Un sospettato è stato poi interrogato e rilasciato per mancanza di prove. Kelby si prende cura anche di un ragazzino sorpreso a taccheggiare che si rifiuta di dare il suo nome. In attesa dei servizi sociali Martha si interessa a lui. Il ragazzo non vuole tornare a casa perché la madre gli ha preso il cellulare con il quale parlava con il nonno dal quale la madre si era allontanata dopo la morte del marito. Tutti i fili si uniscono e Humphrey riceve un po' di auguri natalizi dal sovrintendente capo Charlie Woods.